# Silba calva
Silba calva är en tvåvingeart som först beskrevs av Mario Bezzi 1913.  Silba calva ingår i släktet Silba och familjen stjärtflugor. Inga underarter finns listade i Catalogue of Life.